# Pseudobrimus fossulatus
Pseudobrimus fossulatus är en skalbaggsart som beskrevs av Stefan von Breuning 1970. Pseudobrimus fossulatus ingår i släktet Pseudobrimus och familjen långhorningar. Inga underarter finns listade i Catalogue of Life.